# Самарканд (аеропорт)
Міжнародний аеропорт «Самарканд» (узб. «Samarqand» xalqaro aeroporti) (IATA: SKD, ICAO: UTSS) — міжнародний аеропорт, розташований за 8 км на північ від центру Самарканда, Самаркандська область, Узбекистан.  Є другим (після міжнародного аеропорту «Ташкент-Південний») по завантаженості аеропортом Узбекистану. Один з основних хабів національної авіакомпанії Узбекистану — Uzbekistan Airways, і головний хаб приватної авіакомпанії Samarkand Airways. Аеропорт в середньому обслуговує 300 000 пасажирів на рік.

## Опис
Для обслуговування пасажирів у 2009 році зведено новий аеровокзальний комплекс, реконструйовані стернові доріжки, побудовано нову будівлю диспетчерської служби, змонтовано сучасне аеронавігаційне обладнання. Пропускна здатність нинішнього аеровокзалу — 400 пасажирів на годину.
В аеровокзальному комплексі є всі види послуг, передбачені міжнародними стандартами: VIP і CIP зали, кімната матері і дитини, медпункт, авіакаси, поштове відділення, послуги міжміського та міжнародного телефонного зв'язку, бари, ресторан, пункт обміну валюти, магазин «Duty Free».

## Авіалінії та напрямки
| Авіакомпанія              | Пункт призначення                                              |
| ------------------------- | -------------------------------------------------------------- |
| Aeroflot                  | Москва-Шереметьєво                                             |
| Aeroflot оператор Rossiya | Ст Петербург                                                   |
| S7 Airlines               | Москва-Домодєдово                                              |
| Turkish Airlines          | Стамбул–Ататюрк                                                |
| Ural Airlines             | Єкатеринбург                                                   |
| Utair                     | Москва-Внуково                                                 |
| Uzbekistan Airways        | Стамбул-Ататюрк, Казань, Москва-Внуково, Ст Петербург, Ташкент |

## Приймаємі типиПС
Після генеральної реконструкції аеропорт сертифікований по 1-й категорії ІКАО і приймає всі типи літаків: Іл-62, Іл-86, Ту-154, Airbus A310, Airbus А320, Boeing 737, Boeing 757, Boeing 767 та класом нижче.